# Onzième circonscription de la préfecture de Hyōgo
La onzième circonscription de la préfecture de Hyōgo (兵庫県第11区, Hyōgo-ken dai-jū-ikku) est l'une des douze circonscriptions législatives que compte la préfecture de Hyōgo au Japon.

## Description géographique
Entre 1994 et 2013, la onzième circonscription de la préfecture de Hyōgo correspondait à la ville de Himeji. Depuis 2013, elle correspond à la moitié sud de la même ville,.

## Députés
| Législature | Début de mandat | Fin de mandat | Député élu        | Parti politique | Parti politique |
| ----------- | --------------- | ------------- | ----------------- | --------------- | --------------- |
| 41e         | 1996            | 2000          | Tōru Toida (ja)   |                 | PLD             |
| 42e         | 2000            | 2003          | Takeaki Matsumoto |                 | PDJ             |
| 43e         | 2003            | 2005          | Takeaki Matsumoto |                 | PDJ             |
| 44e         | 2005            | 2009          | Tōru Toida        |                 | PLD             |
| 45e         | 2009            | 2012          | Takeaki Matsumoto |                 | PDJ             |
| 46e         | 2012            | 2014          | Takeaki Matsumoto |                 | PDJ             |
| 47e         | 2014            | 2017          | Takeaki Matsumoto |                 | PDJ             |
| 48e         | 2017            | 2021          | Takeaki Matsumoto |                 | PLD             |
| 49e         | 2021            | 2024          | Takeaki Matsumoto |                 | PLD             |
| 50e         | 2024            | -             | Takeaki Matsumoto |                 | PLD             |